# Huis Ardennen
Het huis Ardennen (ook: huis Wigerik of huis van Verdun) is een van de oudste geverifieerde Europese adellijke families. De oorsprong ervan gaat terug tot de stamvader Wigerik (ongeveer 900, † vóór 919), paltsgraaf van Lotharingen en graaf van de Bidgouw.
Eind 10e eeuw ontvingen zij de hertogentitels van Neder- en Opper-Lotharingen. In de 10e en 11e eeuw waren zij verbonden met de graafschappen Luxemburg, Henegouwen, Verdun, Bar en Ardennen, evenals het markgraafschap Antwerpen en het landgraafschap Brabant.
Een zijtak van de familie vormt het nog bestaande Huis Salm, hoewel de afstamming van de stamvader Siegfried I van Luxemburg niet geheel zeker is.

## Lijst
1. Wigerik, † voor 919, paltsgraaf van Lotharingen, ∞ Kunigunde van de Ardennen
  1. Giselbert, † 963, graaf van de Ardennengouw
    1. Godfried

  2. Adalbero I, † 962, bisschop van Metz
  3. Frederik I, † 978, hertog van Opper-Lotharingen ∞ Beatrix Capet
    1. Adalbero II, † 1005, bisschop van Verdun, bisschop van Metz
    2. Diederik I, † 1027-1033, hertog van Opper-Lotharingen ∞ Richildis van Metz
      1. Frederik II, † 1026, hertog van Opper-Lotharingen ∞ Mathilde van Zwaben
        1. Frederik III, † 1033, hertog van Opper-Lotharingen, kinderloos
        2. Beatrix, † 1076, ∞ 1. Bonifatius, markgraaf van Toscane, † 1052; ∞ 2. Godfried II (zie onder)
          1. Mathilde ∞ Godfried III (zie onder)

        3. Sophia, † 1093, ∞ Lodewijk van Montbéliard, † 1073/76
          1. Diederik I van Montbéliard

      2. Adalbero, bisschop van Metz
      3. Adelheid ∞ Walram van Aarlen
        1. Walram I van Limburg

  4. Gozelo, † 942/ 943, graaf van de Ardennengouw ∞ Uda van Metz
    1. Reinier van Bastogne
    2. Hendrik, † 1000
    3. Adalbero, † 989, aartsbisschop van Reims
    4. Godfried, † na 995, graaf van Verdun ∞ Mathilde van Saksen
      1. Adalbero, † 988, bisschop van Verdun
      2. Frederik, † 1022, graaf van Verdun
        1.  ? Sophia van Verdun ∞ Lodewijk II van Chiny
          1. Arnold I van Chiny
          2. Manassos

      3. Herman, † 1029, graaf van Verdun
        1. Mathilde ∞ Reinier V van Henegouwen

      4. Godfried I, † 1023, hertog van Neder-Lotharingen ∞ Addila van Hamaland, kinderloos
      5. Gozelo I, † 1044, hertog van Verdun, hertog van Opper-Lotharingen
        1. Godfried II, † 1069, 1044/46 hertog van Opper-Lotharingen, afgezet, 1065/69 hertog van Neder-Lotharingen ∞ 1. Doda, kinderen zie onder ∞ 2. Beatrix van Opper-Lotharingen, † 1076, kinderloos (zie boven)
          1. ? Judith ∞ Manasses II van Rethel
          2. Godfried III, † 1076, hertog van Neder-Lotharingen; ∞ Mathilde, † 1115, gravin van Toscane, kinderloos (zie boven)
          3. Onbekende zoon, gijzelaar aan het hof van Hendrik III
          4. Ida van Neder-Lotharingen (1032-1113), ∞ Eustaas II van Boulogne
            1. Eustaas III van Boulogne
            2. Godfried van Bouillon
            3. Boudewijn I van Jeruzalem
            4.  ? Ida ∞ 1. Herman van Malsen ∞ 2. Kuno van Montagu, heer van Rochefort.

          5. Wiltrudis ∞ Adalbert van Calw
            1. Godfried van Calw

        2. Gozelo II, hertog van Neder-Lotharingen, † 1046, zwakzinnig
        3. Frederik, † 1058, paus Stefanus IX
        4. Oda ∞ Lambert II van Leuven
        5. Mathilde ∞ Hendrik I paltsgraaf van Lotharingen
        6. Regelinde ∞ Albert II van Namen

      6. Ermgard, † 1042; ∞ Otto van Hammerstein, graaf in de Wetterau en Engersgouw, † 1036
      7. Adalbero (Ascelin), † 1031, bisschop van Laon

  5.  ? Siegebert, † na 947
  6.  ? Siegfried I, † waarschijnlijk 998, graaf van Luxemburg. ∞ Hedwig van Nordgau.
    1. Hendrik I, † 1026, graaf van Luxemburg, hertog van Beieren
    2. Frederik, † 1019, graaf van Luxemburg, graaf in de Moezelgauw, ∞ Irmtrud van de Wetterau
      1. Hendrik II, † 1047, graaf van Luxemburg, hertog van Beieren
      2. Frederik, † 1065, hertog van Neder-Lotharingen
      3. Adalbero III, † 1072, bisschop van Metz
      4. Giselbert, † 1056/59, graaf van Luxemburg, graaf van Salm
        1. Koenraad I, † 1086, graaf van Luxemburg
          1. Hendrik III, † na 1095, graaf van Luxemburg, kinderloos
          2. Willem I, † 1129/1131, graaf van Luxemburg, ∞ Luitgard van Northeim
            1. Koenraad II, † 1136, graaf van Luxemburg, kinderloos

          3. Ermesinde, † 1141, erfdochter van Luxemburg ∞ Godfried, † 1139, graaf van Namen
            1. Flandrina
              1. Hugo van Antoing

            2. Beatrix (1115-) ∞ Ithier van Rethel
            3. Adelheid (1124-) ∞ Boudewijn IV van Henegouwen
            4. Hendrik IV (1115-1196) graaf van Namen en Luxemburg, ∞ 1. Laureta van Vlaanderen ∞ 2. Agnes van Gelre
              1. Ermesinde II ∞ 1. Theobald I van Bar, ∞ 2. Walram III van Limburg
                1. Hendrik V, zie verder huis Limburg-Luxemburg

            5. Albert
            6. Clemencia ∞ Koenraad van Zähringen.

        2. Herman van Salm, X 1088, graaf van Salm, 1081 Duitse tegenkoning ∞ Sophia van Formbach
          1. Otto I van Salm (1080-1150), zie verder Huis van Salm

      5. Diederik, 1012/57 aangetoond
        1. Hendrik van Laach, † 1095, paltsgraaf van Lotharingen ∞ Adelheid van Weimar-Orlamünde, † 1100, erfdochter van Orlamünde
        2. Poppo, bisschop van Metz

      6. Otgiva, † 1036 ∞ Boudewijn IV, † 1035, graaf van Vlaanderen

    3. Diederik, † 1047, bisschop van Metz
    4. Cunegonde, † 1033 ∞ Hendrik II, † 1024, hertog van Beieren, 1002 Duitse koning, 1014 keizer
    5. Adalbero, † 12 November 1036, aartsbisschop van Trier (1008–1036)
    6. Luitgardis ∞ 980 Arnulf, graaf van Holland
    7. Eva ∞ 1000 Gerard III, graaf van Metz